# آدام بوید
آدام بوید (انگلیسی: Adam Boyd؛ زادهٔ ۲۵ مهٔ ۱۹۸۲) بازیکن فوتبال اهل بریتانیا است.
از باشگاه‌هایی که در آن بازی کرده‌است می‌توان به باشگاه فوتبال بیشاپ اوکلند، باشگاه فوتبال هارتل پول یونایتد، باشگاه فوتبال اسپنیمور تاون، باشگاه فوتبال لوتون تاون، باشگاه فوتبال سلتیک نیشن، باشگاه فوتبال لینکولن سیتی، باشگاه فوتبال بوستون یونایتد، و باشگاه فوتبال لیتون اورینت اشاره کرد.